# 只有神知道的世界 (動畫)
《只有神知道的世界》，為若木民喜原作同名漫畫改編的動畫，第一季於2010年10月6日起在東京電視網播出，第二季於2011年4月11日起在東京電視網播出。漫畫單行本第14卷初回限定版付送OAD。第三季於2013年7月起播放，製作人員除了監督改為大脊戶聰之外，其餘不變。
動畫製作公司Manglobe於2015年10月1日正式宣告破產。

## 工作人員
- 原作：若木民喜
- 監督：高柳滋仁（第一、二季）、大脊戶聰（女神篇）
- 系列構成：倉田英之
- 人物設計：渡邊明夫、川村敏江（女神篇）
- 道具設計：坂本千代子
- 色彩設計：久保木裕一
- 美術監督：佐藤步、都甲佳代子（第一季）
- 攝影監督：山田和弘（第一、二季）、長田雄一郎（女神篇）
- 編集：長坂智樹
- 音響監督：岩浪美和
- 音樂：松尾早人
- 動畫制作：Manglobe
- 作：
  - 攻陷之神驅魂隊：川村明廣（第一季）→折井榮二（Geneon Universal Entertainment）、穴見禮（東京電視台）、大村信（小學館）、八田紳作（MediaNet）
  - 朱比特姊妹：林裕之、石本順也（東京電視台）、大村信
- 作：
  - 東京電視台／Geneon Universal Entertainment  （第一、二季）
  - 朱比特姊妹 （Geneon Universal Entertainment、東京電視台、小學館）（女神篇）

## 主題曲

### 第一季
片頭曲
- 「God only knows 第三幕」

作詞：西田惠美
作曲：前口涉、木村香真良
編曲：前口涉
歌：Oratorio The World God Only Knows（ELISA）
片尾曲
- （戀愛的印記）」

作詞：漆野淳哉／作曲：須田悅弘／編曲：前口涉／
歌：只有神知道隊 feat. 高原步美 starring 竹達彩奈（第1、2話）；
只有神知道隊 feat. 青山美生 starring 悠木碧（第3、5、6話）；
コイノシルシ from Elsie feat. 艾鲁西 starring 伊藤加奈惠（第8話）
只有神知道隊 feat. 中川加儂 starring 東山奈央（第9、10話）；
只有神知道隊 feat. 汐宮栞 starring 花澤香菜（第11話）
- 「（只有一次的奇蹟）」（第4話）

作詞：酒井伸和／作曲、編曲：天門／歌：飛鳥空 starring 櫻井智
- 「（Happy Crescent）」（第7話）

作詞：zopp／作曲：山口朗彥／編曲：前口涉／歌：中川加儂 starring 東山奈央
- 「（積體電路的夢旅人）」（第12話）

作詞：若木民喜／作曲：木村香具良／編曲：前口涉／歌：桂木桂馬 starring 下野紘 with Oratorio The World God Only Knows
插入曲
- 「（起始之色）」（第4話）

作詞：酒井伸和／作曲、編曲：天門／歌：飛鳥空 starring 櫻井智
- 「ALL 4 YOU」（第5話、6話）

作詞：zopp／作曲：飯田清澄／編曲：前口涉／歌：中川加儂 starring 東山奈央
- 「LOVE KANON」（第5話）

作詞：zopp／作曲：飯岡隆志／編曲：增田武史／歌：中川加儂 starring 東山奈央
- 「（Happy Crescent）」（第5、6話）

作詞：zopp／作曲：山口朗彥／編曲：前口涉／歌：中川加儂 starring 東山奈央
- 「（Love Call）」（第7話）

作词：若木民喜／作曲：川崎里实／编曲：前岛康明／歌：中川加儂 starring 东山奈央
- 「（戀愛，拜托你了）」（第7話）

作词：六ツ见纯代／作曲：山田智和／编曲：前口涉／歌：citron starring 日高里菜&内田真礼&东山奈央
- 「（Oh! My☆GOD!）」（第8話）

作词：六ツ见纯代／作曲：M.C.E.／编曲：前口涉／歌：艾鲁西 starring 伊藤加奈惠
- 「God only knows」（第11話、第12话）

作词：西田惠美／作曲：M.C.E.、前口涉、木村香真良、柳田しゆ、mixakissa、すみだしんや／编曲：前口涉／歌：Oratorio The World God Only Knows

### 第二季
片頭曲
- 「A Whole New World God Only Knows」

作詞 - 西田惠美／作曲 - 川崎里实／編曲 - 前口涉／歌 - Oratorio The World God Only Knows（ELISA & Lia）
CD發售日：2011年5月18日
片尾曲
- 「（愛的預感）」

作詞 - 漆野淳哉／作曲 - 須田悦弘／編曲 - 前口涉／歌 - 神のみぞ知り隊
- （爱的预感 from 驱魂队）

作詞 - 漆野淳哉／作曲 - 須田悦弘／編曲 - 前口涉（第四、八话）
CD發售日：2011年5月25日
插入曲
- 「God only knows 第三幕（Harder Goddess arrange）」

作曲：前口渉、木村香真良／编曲：MOSAIC.WAV （第一话）
- 「（初戀的記憶）」[1]

作詞・作曲 - mixakissa／編曲／渡边拓也／歌 - 小阪千寻 starring 阿澄佳奈（第7話）
- 「（初戀的記憶 〜鋼琴伴奏〜）」

作曲 - mixakissa／編曲・伴奏 - 川崎里実／哼唱 - 小阪千寻 starring 阿澄佳奈（第7話）
- 「HAPPYEND」

作曲 - 川崎里實／編曲 - 前口涉／作詞 - 若木民喜／歌 - 下野紘（桂木桂馬）&丹下櫻（杉本四葉）（第12話）

### 女神篇
片頭曲
- 「God only knows -Secrets of the Goddess-」

作詞 - 西田惠美／作曲 - 本田光史郎、川崎里實／編曲 - 前口涉／歌 - Oratorio The World God Only Knows（早見沙織）
片尾曲
- 「（牽絆的去向）」（第2話）

作詞 - 漆野淳哉／作曲 - mixakissa／編曲 - 前口涉／歌 - 中川加儂 starring 東山奈央
- （第3話）

作詞 - 漆野淳哉／作曲 - mixakissa／編曲 - 前口涉／歌 - 鮎川天理 starring 名塚佳織
- （第4話）

作詞 - 漆野淳哉／作曲 - mixakissa／編曲 - 前口涉／歌 - 九條月夜 starring 井口裕香
- （第5話）

作詞 - 漆野淳哉／作曲 - mixakissa／編曲 - 前口涉／歌 - 五位堂結 starring 高垣彩陽
- （第6話）

作詞 - 漆野淳哉／作曲 - mixakissa／編曲 - 前口涉／歌 - 汐宮栞 starring 花澤香菜
- 「（初戀的記憶 〜鋼琴伴奏〜）」（第7話）

作曲 - mixakissa／編曲、伴奏 - 川崎里實／歌 - 小阪千尋 starring 阿澄佳奈
- 「（瞳中雪）」（第8話）

作詞 - zopp／作曲 - 川崎里實／編曲 - 增田武史／歌 - 中川加儂 starring 東山奈央
- （第9話）

作詞 - 漆野淳哉／作曲 - mixakissa／編曲 - 前口涉／歌 - 高原步美 starring 竹達彩奈
- 「With…you…」（第10話）

作词 - 六ツ見純代／作曲 - 川崎里實／编曲 - 增田武史／歌 - 哈克雅 starring 早見沙織
- 「（牽絆的去向）」（第11話）

作詞 - 漆野淳哉／作曲 - mixakissa／編曲 - 前口涉／歌 - 朱比特姐妹
- （第12話）[1]

作詞、作曲 - mixakissa／編曲 - 黑須克彥
歌 - 2B鉛筆 & 中川加儂（Vocal 小阪千尋 starring 阿澄佳奈、中川加儂 starring 東山奈央）
- 終曲（第12話）

作詞 - 漆野淳哉／作曲 - 須田悅弘／編曲 - 前口涉／歌 - 只有神知道隊
插入曲
- 「God only knows 第三幕」（第1話）

作詞 - 西田惠美／作曲 - 前口涉、木村香真良／編曲 - 前口涉／歌 - Oratorio The World God Only Knows（ELISA）
- 「（Love Call）」（第1話）

作词 - 若木民喜／作曲 - 川崎里實／编曲 - 前島康明／歌 - 中川加儂 starring 東山奈央
- 「（夏色Surprise）」（第1話）

作詞 - zopp／作曲・編曲 - 渡邊拓也／歌 - 中川加儂 starring 東山奈央
- 「（花音100%）」（第2話）

作詞 - zopp／作曲 - 田中俊亮／編曲 - 渡邊拓也／歌 - 中川加儂 starring 東山奈央
- 「（初戀的記憶）」（第3話）[1]

作詞、作曲 - mixakissa／吉他演奏 - 若木民喜
- 「LOVE KANON」（第7話）

作詞 - zopp／作曲 - 飯岡隆志／編曲 - 增田武史／歌 - 中川加儂 starring 東山奈央
- 「NAKED GENIUS」（第10話）

作詞 - 六ツ見純代／作曲 - 鈴木盛廣／編曲 - 前口涉／歌 - 哈克雅 starring 早見沙織
- 「YES-TODAY」（第10話）

作詞 - zopp／作曲 - 渡邊拓也／編曲 - 前口涉／歌 - 中川加儂 starring 東山奈央
- （第10話）

作詞 - zopp／作曲 - 渡邊翔／編曲 - 大久保薰／歌 - 中川加儂 starring 東山奈央

## 各話標題
| 話數              | 日文標題 | 中文標題 | 攻略对象 | 腳本     | 分鏡            | 演出                   | 作畫監督                                                                  | 總作畫監督                   | 預告插畫     | 原作話數                       |
| 第1季             | 第1季 | 第1季 | 第1季    | 第1季    | 第1季           | 第1季                  | 第1季                                                                     | 第1季                        | 第1季        | 第1季                          |
| ----------------- | --- | --- | -------- | -------- | --------------- | ---------------------- | ------------------------------------------------------------------------- | ---------------------------- | ------------ | ------------------------------ |
| FLAG 1.0          | | 世界因愛而轉動 | 高原步美 | 倉田英之 | 高柳滋仁        | 高柳滋仁               | 川村敏江                                                                  | 不適用                       | 赤井孝美     | FLAG.1                         |
| FLAG 2.0 FLAG 2.5 | | 就连恶魔也是妹妹 寶貝，妳是有錢的女生 (BABY YOU ARE A RICH GIRL)                                                                                                 | 青山美生 | 倉田英之 | 曾我準          | 曾我準                 | 佐藤陽                                                                    | 不適用                       | CARNELIAN    | FLAG.2,3                       |
| FLAG 3.0 FLAG 3.5 | | 駕駛我的車 (DRIVE MY CAR) 派對就是如此 | 青山美生 | 倉田英之 | 岡佳廣          | 岡佳廣                 | 北條直明                                                                  | 佐村義一                     | 空中幼彩     | FLAG.4,5                       |
| FLAG 4.0          | | 當今即是聖戰 | 不適用   | 高橋龍也 | 高柳滋仁        | 齊藤啟也               | 杉本幸子                                                                  | 川村敏江                     | 睦美美里     | FLAG.17                        |
| FLAG 5.0          | | 偶像炸彈 | 中川加侬 | 倉田英之 | 田中孝行        | 田中孝行               | 大塚亨                                                                    | 佐村義一                     | べっかんこう | FLAG.7,8                       |
| FLAG 6.0          | | 我平凡嗎？ | 中川加侬 | 倉田英之 | 熨斗谷充孝      | 熨斗谷充孝             | 鈴木洋美                                                                  | 川村敏江                     | 甘露树       | FLAG.9                         |
| FLAG 7.0          | | 閃亮明星 | 中川加侬 | 倉田英之 | 小森秀人        | 小森秀人               | 小林雅美、诹访真弘                                                        | 佐村義一                     | 西E田        | FLAG.10                        |
| FLAG 8.0          | -{Coupling with with with with - 第一話 冥府よりの脅威 I - 第二話 デビル・クッキング - 第三話 我思う、故に理想あり - 第四話 ある母親の日常 - 第五話 冥府よりの脅威 II}- | 結合起來 Coupling with with with with - 第一话 来自冥府的威胁 I - 第二话 恶魔料理 - 第三话 我思故我有理想 - 第四话 某个母亲的日常生活 - 第五话 来自冥府的威胁 II | 不適用   | 若木民喜 | 佐藤光敏        | 佐藤光敏               | 山口光紀 梅津茜                                                           | 川村敏江                     | 佐野俊英     | FLAG.11,12                     |
| FLAG 9.0          | | 一面高墙的裏外 | 汐宫栞   | 仓田英之 | 出合小都美      | 夕澄庆英               | 小田武士                                                                  | 佐村義一                     | 西又葵       | FLAG.13                        |
| FLAG 10.0         | | 我心中的…… | 汐宫栞   | 仓田英之 | 福田道生        | 羽生尚靖               | 牧内桃子                                                                  | 川村敏江                     | 横田守       | FLAG.14,15                     |
| FLAG 11.0         | | 结束之日 | 汐宫栞   | 仓田英之 | 冈佳广          | 冈佳广                 | 小松英司、北条直明                                                        | 佐村義一                     | 樋上至       | FLAG.16                        |
| FLAG 12.0         | | 神以上，人类未满 | 不適用   | 仓田英之 | 望月智充        | 曾我準                 | 坂本千代子 安彦英二、諏訪真弘                                             | 川村敏江                     | MIN-NARAKEN  | FLAG.6                         |
| 第2季             | | |          |          |                 |                        |                                                                           |                              |              |                                |
| FLAG 1.0          | | 一花繚亂 | 春日楠   | 倉田英之 | 出合小都美      | 曾我準                 | 梅津茜、諏訪真弘                                                          | 川村敏江                     | うろたのみ   | FLAG.18〜20                    |
| FLAG 2.0          | | 一拳落著 | 春日楠   | 倉田英之 | 岡佳廣          | 岡佳廣                 | 杉本幸子、小松英司                                                        | 佐村義一                     | 佐佐木睦美   | FLAG.20〜22                    |
| FLAG 3.0          | | 地區長，到來 | 不適用   | 倉田英之 | 望月智充        | 佐藤光敏               | 山口光紀、鈴木洋美                                                        | 川村敏江                     | まのひろゆき | FLAG.22〜24                    |
| FLAG 4.0          | | 地區長，取回驕傲 | 不適用   | 倉田英之 | 夕澄慶英        | 夕澄慶英               | 小田武士                                                                  | 佐村義一                     | カワタヒサシ | FLAG.25〜26                    |
| FLAG 5.0          | | 好不容易到達了卻總是雨紛紛 | 小阪千寻 | 倉田英之 | 福田道生        | 上原秀明               | 牧内桃子                                                                  | 川村敏江                     | 凪良         | FLAG.28〜29                    |
| FLAG 6.0          | | 10%的雨天預報 | 小阪千寻 | 倉田英之 | 加瀨充子        | 平尾美穗               | 平野繪美、北條直明                                                        | 佐村義一                     | こうたろ     | FLAG.30〜31                    |
| FLAG 7.0          | Singing in the Rain | Singing in the Rain | 小阪千寻 | 倉田英之 | 出合小都美      | 駒屋健一郎             | 杉本幸子、梅津茜                                                          | 川村敏江                     | 水無月徹     | FLAG.31〜32                    |
| FLAG 8.0 FLAG 8.5 | | 第一次的使命 三人一起喝茶 | 不適用   | 倉田英之 | 佐藤光敏        | 佐藤光敏               | 小松英司、鈴木洋美                                                        | 佐村義一                     | 竹井正树     | FLAG.33 FLAG.27                |
| FLAG 9.0          | | 2年B班长濑老师 | 长濑纯   | 倉田英之 | 矢吹勉          | 筑紫大介               | 平川亞喜雄、高橋優也                                                      | 川村敏江                     | 田澤太陽     | FLAG.36〜37                    |
| FLAG 10.0         | | 校園戰爭 (School☆Wars) | 长濑纯   | 倉田英之 | 市村徹夫        | 市村徹夫               | 牧内桃子                                                                  | 佐村義一                     | INO          | FLAG.38〜39                    |
| FLAG 11.0         | | 將太陽永存於心 | 长濑纯   | 倉田英之 | 岡佳廣          | 岡佳廣                 | 仁井学、平野繪美 北條直明                                                 | 川村敏江                     | 漆原智志     | FLAG.40〜41                    |
| FLAG 12.0         | | 夏日大作戰 (Summer Wars) | 不適用   | 倉田英之 | 曾我準          | 曾我準                 | 杉本幸子、梅津茜                                                          | 佐村義一 川村敏江 杉本幸子   | 小倉雅史     | FLAG.75                        |
| 女神篇            | | |          |          |                 |                        |                                                                           |                              |              |                                |
| FLAG.1.0          | When the Sun Goes Down | 日落之時 | 不適用   | 倉田英之 | 大脊戶聰        | 駒屋健一郎             | 仁井學、梅津茜                                                            | 川村敏江 平野繪美            | 不適用       | FLAG.114～116                  |
| FLAG.2.0          | | 蓄勢待發 (Scramble Formation) | 不適用   | 倉田英之 | 後信治          | 熨斗谷充孝             | 北條直明 荒川繪里花、山本翔                                               | 川村敏江 平野繪美 坂本千代子 | 不適用       | FLAG.116～125                  |
| FLAG.3.0          | 5 HOME | 五個家 | 不適用   | 高橋龍也 | 津田尚克        | 江島泰男               | 杉本幸子、鵜池一馬 新沼大祐、山本祐子                                     | 平野繪美 坂本千代子 川村敏江 | 不適用       | FLAG.126～131                  |
| FLAG.4.0          | Doll Roll Hall | Doll Roll Hall | 不適用   | 高橋龍也 | 望月智充        | 夕澄慶英               | 北山景子、島田英明                                                        | 平野繪美 坂本千代子 川村敏江 | 不適用       | FLAG.131～139                  |
| FLAG.5.0          | | 用約會進行較量 | 不適用   | 倉田英之 | 岡佳廣          | 阿部雅史               | 室山祥子、相澤秀亮                                                        | 平野繪美 坂本千代子 川村敏江 | 不適用       | FLAG.139～144                  |
| FLAG.6.0          | | 關於我。 | 不適用   | 倉田英之 | 西片康人        | 淺見松雄               | 飯飼一幸、藤田正幸 重松晉一、都竹隆治 武田薰、福山貴人                    | 平野繪美 坂本千代子 川村敏江 | 不適用       | FLAG.145～150                  |
| FLAG.7.0          | Bad Medicine | 不適當的處方 | 不適用   | 高橋龍也 | 曾我準          | 小野田雄亮             | 仁井學、梅津茜 山本翔、鵜池一馬                                           | 平野繪美 坂本千代子 川村敏江 | 不適用       | FLAG.152～157                  |
| FLAG.8.0          | | 女神MIX | 不適用   | 倉田英之 | 望月智充        | 駒屋健一郎             | 杉本幸子、北條直明 荒川繪里花、岡崎洋美                                   | 平野繪美 坂本千代子 川村敏江 | 不適用       | FLAG.150,151 158～160 162～164 |
| FLAG.9.0          | Absent Lovers | 虛假的戀人 | 不適用   | 高橋龍也 | 岡佳廣          | 熨斗谷充孝             | 清水惠藏、徐正德 李德好                                                   | 平野繪美 坂本千代子 川村敏江 | 不適用       | FLAG.165～171                  |
| FLAG.10.0         | | Labyrinth | 不適用   | 倉田英之 | 許平康          | 佐佐木純人             | 相澤秀亮、 小畑賢、永吉隆志 西山忍                                        | 平野繪美 坂本千代子 川村敏江 | 不適用       | FLAG.161 172～178              |
| FLAG.11.0         | SHOW ME | SHOW ME | 不適用   | 倉田英之 | 曾我準          | 新田義方               | 大石美繪、鎌田均 重松晉一、柳瀨雄之 松下純子、片岡康治 田村健太郎         | 平野繪美 坂本千代子 川村敏江 | 不適用       | FLAG.179～184                  |
| FLAG.12.0         | [ 1 ] | 初戀的記憶 | 不適用   | 倉田英之 | 山本裕介 佐藤陽 | 大脊戶聰 佐藤陽 曾我準 | 北條直明、仁井學 梅津茜、荒川繪里花 新沼大祐、鵜池一馬 岡崎洋美、杉本幸子 | 平野繪美 坂本千代子 川村敏江 | 不適用       | FLAG.185～189,191              |

## 播放電視台
日本深夜動畫：下文記載的日本国内播放時間使用日本標準時間（UTC+9）表示。因為部分時間标识會採用30小时制，因此請留意这类超过24:00的时间，其實際播放時間為翌日清晨。
| 播放地區              | 播放電視台   | 播放日期                      | 播放時間                  | 所屬聯播網 | 備註   |
| 第1季                 | 第1季        | 第1季                         | 第1季                     | 第1季      | 第1季  |
| --------------------- | ------------ | ----------------------------- | ------------------------- | ---------- | ------ |
| 關東廣域圈            | 東京電視台   | 2010年10月6日－12月22日       | 星期三 25時50分－26時20分 | 東京電視網 | 製作局 |
| 岡山縣、香川縣        | 瀨戶內電視台 | 2010年10月6日－12月22日       | 星期三 25時50分－26時20分 | 東京電視網 |        |
| 北海道                | TV北海道     | 2010年10月6日－12月22日       | 星期三 26時20分－26時50分 | 東京電視網 |        |
| 大阪府                | 大阪電視台   | 2010年10月8日－12月24日       | 星期五 25時53分－26時23分 | 東京電視網 |        |
| 愛知縣                | 愛知電視台   | 2010年10月11日－12月27日      | 星期一 25時58分－26時28分 | 東京電視網 |        |
| 福岡縣                | TVQ九州放送  | 2010年10月12日－12月28日      | 星期二 25時53分－26時23分 | 東京電視網 |        |
| 日本全域              | AT-X         | 2010年10月25日－2011年1月10日 | 星期二 11時00分－11時30分 | 衛星電視   | 有重播 |
| 鹿儿岛县              | 鹿儿岛电视台 | 2010年12月9日－2011年3月3日   | 星期四 26時10分－26時40分 | 富士電視網 |        |
| 滋賀縣                | 琵琶湖放送   | 2011年3月31日－6月16日        | 星期四 5時40分－6時10分   | 獨立UHF局  |        |
| 第1季重播             |              |                               |                           |            |        |
| 關東廣域圈            | 東京電視台   | 2011年1月4日－3月22日         | 星期二 17時30分－18時00分 | 東京電視網 | 製作局 |
| 北海道                | TV北海道     | 2011年1月4日－3月22日         | 星期二 17時30分－18時00分 | 東京電視網 | 同時局 |
| 愛知縣                | 愛知電視台   | 2011年1月4日－3月22日         | 星期二 17時30分－18時00分 | 東京電視網 | 同時局 |
| 大阪府                | 大阪電視台   | 2011年1月4日－3月22日         | 星期二 17時30分－18時00分 | 東京電視網 | 同時局 |
| 岡山縣、香川縣        | 瀨戶內電視台 | 2011年1月4日－3月22日         | 星期二 17時30分－18時00分 | 東京電視網 | 同時局 |
| 福岡縣                | TVQ九州放送  | 2011年1月4日－3月22日         | 星期二 17時30分－18時00分 | 東京電視網 | 同時局 |
| 第2季                 |              |                               |                           |            |        |
| 關東廣域圈            | 東京電視台   | 2011年4月11日－6月27日        | 星期一 25時30分－26時00分 | 東京電視網 | 製作局 |
| 愛知縣                | 愛知電視台   | 2011年4月11日－6月27日        | 星期一 26時00分－26時30分 | 東京電視網 |        |
| 福岡縣                | TVQ九州放送  | 2011年4月12日－6月28日        | 星期二 25時53分－26時23分 | 東京電視網 |        |
| 岡山縣、香川縣        | 瀨戶內電視台 | 2011年4月13日－6月29日        | 星期三 25時50分－26時20分 | 東京電視網 |        |
| 北海道                | TV北海道     | 2011年4月13日－6月29日        | 星期三 26時20分－26時50分 | 東京電視網 |        |
| 大阪府                | 大阪電視台   | 2011年4月15日－7月1日         | 星期五 25時53分－26時23分 | 東京電視網 |        |
| 日本全域              | AT-X         | 2011年4月18日－7月4日         | 星期一 11時00分－11時30分 | 衛星電視   | 有重播 |
| 第2季重播             |              |                               |                           |            |        |
| 關東廣域圈            | 東京電視台   | 2011年7月1日－9月16日         | 星期五 27時50分－28時20分 | 東京電視網 | 製作局 |
| 愛知縣                | 愛知電視台   | 2011年7月4日－10月3日         | 星期一 28時30分－29時00分 | 東京電視網 |        |
| 大阪府                | 大阪電視台   | 2011年7月8日－9月23日         | 星期五 28時05分－28時35分 | 東京電視網 |        |
| 第3季                 |              |                               |                           |            |        |
| 關東廣域圈            | 東京電視台   | 2013年7月8日－9月23日         | 星期一 25時35分－26時05分 | 東京電視網 | 製作局 |
| 大阪府                | 大阪電視台   | 2013年7月9日－9月24日         | 星期二 25時35分－26時05分 | 東京電視網 |        |
| 岡山縣、香川縣        | 瀨戶內電視台 | 2013年7月10日－9月25日        | 星期三 25時40分－26時10分 | 東京電視網 |        |
| 福岡縣                | TVQ九州放送  | 2013年7月11日－9月26日        | 星期四 26時00分－26時30分 | 東京電視網 |        |
| 北海道                | TV北海道     | 2013年7月12日－9月27日        | 星期五 26時00分－26時30分 | 東京電視網 |        |
| 愛知縣                | 愛知電視台   | 2013年7月12日－9月27日        | 星期五 26時05分－26時35分 | 東京電視網 |        |
| 日本全國              | AT-X         | 2013年7月18日－10月3日        | 星期四 22時00分－22時30分 | 衛星電視   | 有重播 |
| 魔法少女STAR 花音100% |              |                               |                           |            |        |
| 關東廣域圈            | 東京電視台   | 2013年9月30日                 | 星期一 25時35分－26時05分 | 東京電視網 | 製作局 |
| 大阪府                | 大阪電視台   | 2013年10月1日                 | 星期二 25時35分－26時05分 | 東京電視網 |        |
| 岡山縣、香川縣        | 瀨戶內電視台 | 2013年10月2日                 | 星期三 25時40分－26時10分 | 東京電視網 |        |
| 福岡縣                | TVQ九州放送  | 2013年10月3日                 | 星期四 26時00分－26時30分 | 東京電視網 |        |
| 北海道                | TV北海道     | 2013年10月4日                 | 星期五 26時00分－26時30分 | 東京電視網 |        |
| 愛知縣                | 愛知電視台   | 2013年10月4日                 | 星期五 26時00分－26時30分 | 東京電視網 |        |

| 播放地區      | 播放電視台 | 播放日期                                    | 當地播放時間                                     | 所屬聯播網  | 備註                  |
| 第1季         | 第1季      | 第1季                                       | 第1季                                            | 第1季       | 第1季                 |
| ------------- | ---------- | ------------------------------------------- | ------------------------------------------------ | ----------- | --------------------- |
| 臺灣          | Animax     | 2015年7月7日－7月18日                       | 每天18:30－19:00                                 | 有線電視    | 含中文配音 有重播時段 |
| 臺灣          | Animax HD  | 2016年1月19日－1月30日                      | 每天18:30－19:00                                 | 中華電信MOD | 含中文配音 有重播時段 |
| 香港          | Animax     | 2015年8月5日－8月20日 第一集：2015年5月16日 | 星期三至四 20:00－21:00 第一集：週六10:30－11:00 |             |                       |
| 第2季         |            |                                             |                                                  |             |                       |
| 臺灣          | Animax     | 2015年7月19日－7月30日                      | 每天18:30－19:00                                 | 有線電視    | 含中文配音 有重播時段 |
| 臺灣          | Animax HD  | 2016年1月31日－2月11日                      | 每天18:30－19:00                                 | 中華電信MOD | 含中文配音 有重播時段 |
| 香港          | Animax     | 2015年8月26日－9月10日                      | 星期三至四 20:00－21:00                          |             |                       |
| 第3季：女神篇 |            |                                             |                                                  |             |                       |
| 臺灣          | Animax     | 2015年7月31日－8月11日                      | 每天18:30－19:00                                 | 有線電視    | 含中文配音 有重播時段 |
| 臺灣          | Animax HD  | 2016年2月12日－2月23日                      | 每天18:30－19:00                                 | 中華電信MOD | 含中文配音 有重播時段 |
| 香港          | Animax     | 2015年9月16日－10月1日                      | 星期三至四 20:00－21:00                          |             |                       |

## OAD
OAD第一期 『4人與偶像』
- 2011年9月16日發售的原作漫畫第14卷限定版附的DVD。描述小阪千尋的輕音樂社團「2B Pencils」成為學校正式社團的小故事。在該時間點還沒出場的鼓手五位堂結，則是在ED中以背景的方式登場。

OAD第二期 『天理篇』
- 前篇收錄於2012年10月18日發售的原漫畫第19卷DVD限定版，後篇收錄於2012年12月18日發售的原作漫畫第20卷DVD限定版。描述由原作漫畫第7卷開始的長篇「女神篇」。

OAD 『魔法少女☆偶像之星 花音100%』
- 收錄於2013年6月18日發售的原漫畫第22卷DVD限定版。

### 製作人員
OAD第一期
- 制作 - Geneon Universal Entertainment
- 製作 - 小學館

其他與電視版動畫相同。
OAD第二期
- 監督 - 大脊戶聰
- 美術監督 - 岩永綾子
- 制作 - Geneon Universal Entertainment
- 製作 - 小學館

其他與電視版動畫相同。
OAD  『魔法少女☆偶像之星 花音100%』
- 監督 - 加瀬充子
- 原案協力 - 則松康郎
- 美術監督 - 佐藤歩
- 攝影監督 - 山田和弘

其他與女神篇電視動畫相同。

### 主題曲
第一期OAD『4人與偶像』
- 片頭曲「（夏色Surprise）」

作詞：zopp／作曲・編曲：渡辺拓也／歌：中川かのん starring 東山奈央
- 片尾曲「（初戀的記憶）」

作詞・作曲：mixakissa／編曲：渡辺拓也／歌：小阪ちひろ starring 阿澄佳奈
第二期OAD『天理篇』
- 主題曲「（光的奇蹟）」（第19卷）

作詞：漆野淳哉／作曲：佐佐倉有吾／編曲：前口涉／歌：eyelis
- 主題曲「（通向未來的門扉）」（第20卷）

作詞：西田惠美／作曲：渡邊拓也／編曲：前口涉／歌：eyelis
第三期OAD『魔法少女☆偶像之星 花音100%』
- 片頭曲「（花音100%）」

作詞：zopp／作曲：田中俊亮／編曲：渡辺拓也／歌：中川かのん starring 東山奈央
- 插曲「（Happy Crescent）」

作詞：zopp／作曲：山口朗彥／編曲：前口涉／歌：中川かのん starring 東山奈央
- 插曲「（Love Call）」

作词：若木民喜／作曲：川崎里实／编曲：前嶋康明／歌：中川かのん starring 東山奈央
- 插曲「LOVE KANON」

作詞：zopp／作曲：飯岡隆志／編曲：增田武史／歌：中川かのん starring 東山奈央
- 片尾曲「（君色Love song）」

作詞：zopp／作曲：渡辺翔／編曲：佐佐木裕／歌：中川かのん starring 東山奈央

### 各話標題
| 日文標題 | 中文標題                   | 腳本     | 分鏡     | 演出          | 作畫監督                                   | 總作畫監督                  | 預告插畫 | 原作話數    |
| -------- | -------------------------- | -------- | -------- | ------------- | ------------------------------------------ | --------------------------- | -------- | ----------- |
|          | 4人與偶像                  | 倉田英之 | 曾我準   | 曾我準 岡佳廣 | 小松英司、平野繪美 北條直明                | 杉本幸子、川村敏江          |          | FLAG.54,55  |
|          | 再會                       | 倉田英之 | 大脊戶聰 | 佐藤光敏      | 仁井學、新沼大祐 梅津茜、小林雅美          | 川村敏江                    | 瀧美梨香 | FLAG.57〜61 |
|          | 邂逅                       | 倉田英之 | 大脊戶聰 | 大脊戶聰      | 仁井學、新沼大祐 梅津茜、北條直明          | 川村敏江 （補佐：平野繪美） |          | FLAG.62〜64 |
|          | 魔法少女☆偶像之星 加儂100% | 倉田英之 | 加瀨充子 | 駒屋健一郎    | 仁井學、梅津茜 新沼大祐、北條直明 平野繪美 | 平野繪美、川村敏江          |          |             |

## 相關CD

### 第一季
第１彈—OP
- God only knows〜集積回路の夢旅人〜／Oratorio The World God Only Knows
  1. God only knows
  2. 集積回路の夢旅人
  3. God only knows（Instrumental）
  4. 集積回路の夢旅人（Instrumental）

第２～５彈—角色CD
- 神的角色CD.0 艾魯西 starring 伊藤加奈惠（2010年11月10日、GNCA-0200）
  1. Oh!まい☆GOD!!
  2. コイノシルシ from Elsie
  3. Oh!まい☆GOD!!（Instrumental）
  4. コイノシルシ from Elsie（Instrumental）
- 神的角色CD.1 高原步美 starring 竹達彩奈（2010年11月17日、GNCA-0201）
  1. Wonder Chance
  2. コイノシルシ from Ayumi
  3. Wonder Chance（Instrumental）
  4. コイノシルシ from Ayumi（Instrumental）
- 神的角色CD.2 青山美生 starring 悠木碧（2010年11月24日、GNCA-0202）
  1. ラスト・ダンス
  2. コイノシルシ from Mio
  3. ラスト・ダンス（Instrumental）
  4. コイノシルシ from Mio（Instrumental）
- 神的角色CD.蠟筆 飛鳥空 starring 櫻井智（2010年12月1日、GNCA-0205）
  1. 初めての色
  2. たった一度の奇跡
  3. 初めての色（Instrumental）
  4. たった一度の奇跡（Instrumental）

第６彈—ＥＤ
- コイノシルシ（戀愛的印記）／神のみぞ知り隊（只有神知道隊）
  1. コイノシルシ
  2. コイノシルシ feat. 高原歩美
  3. コイノシルシ feat. 青山美生
  4. コイノシルシ feat. 中川かのん
  5. コイノシルシ feat. 汐宮　栞
  6. コイノシルシ（Instrumental）

第７～８彈—角色CD
- 神的角色CD.3 中川加儂 starring 東山奈央（2010年12月15日、GNCA-0203）
  1. ハッピークレセント
  2. コイノシルシ from Kanon
  3. ハッピークレセント（Instrumental）
  4. コイノシルシ from Kanon（Instrumental）
- 神的角色CD.4 汐宮栞 starring 花澤香菜（2010年12月22日、GNCA-0204）
  1. 口笛ジェット
  2. コイノシルシ from Shiori
  3. 口笛ジェット（Instrumental）
  4. コイノシルシ from Shiori（Instrumental）

### 第二季
第１彈—OP
- A Whole New World God Only Knows／Oratorio The World God Only Knows（2011年5月18日；GNCA-0192）
  1. A Whole New World God Only Knows
  2. A Brand New World God Only Knows
  3. A Whole New World God Only Knows（Instrumental）
  4. A Brand New World God Only Knows（Instrumental）

第２彈—ＥＤ
- アイノヨカン／神のみぞ知り隊（2011年5月25日；GNCA-0194）
  1. アイノヨカン
  2. アイノヨカン from 駆け魂隊
  3. アイノヨカン（Instrumental）
  4. アイノヨカン from 駆け魂隊（Instrumental）

第３～６彈—角色CD
- 神のみキャラCD.5　春日 楠 starring 小清水亜美（2011年6月1日；GNCA-0206）
  1. SAMURAIガールの憂鬱
  2. アイノヨカン from Kusunoki
  3. SAMURAIガールの憂鬱（Instrumental）
  4. アイノヨカン from Kusunoki（Instrumental）
- 神のみキャラCD.00　ハクア starring 早見沙織（2011年6月8日；GNCA-0209）
  1. NAKED GENIUS
  2. アイノヨカン from Haqua
  3. NAKED GENIUS（Instrumental）
  4. アイノヨカン from Haqua（Instrumental）
- 神のみキャラCD.6　小阪ちひろ starring 阿澄佳奈（2011年6月15日；GNCA-0207）
  1. It's All Right
  2. アイノヨカン from Chihiro
  3. It's All Right（Instrumental）
  4. アイノヨカン from Chihiro（Instrumental）
- 神のみキャラCD.7　長瀬 純 starring 豊崎愛生（2011年6月22日；GNCA-0208）
  1. My Color
  2. アイノヨカン from Jun
  3. My Color（Instrumental）
  4. アイノヨカン from Jun（Instrumental）

- 神のみキャラCD.神　桂木桂馬 starring 下野 紘（2012年3月14日；GNCA-0212）
  1. HAPPYEND／桂木桂馬 ＆ 杉本四葉 starring 下野 紘 ＆ 丹下 桜
  2. もっと！モット！ときめき
  3. 集積回路の夢旅人 feat. 桂木桂馬（another vocal ver.）
  4. HAPPYEND（Instrumental）
  5. もっと！モット！ときめき（Instrumental）

### 女神篇
第１彈—OP
- God only knows －Secrets of the Goddess－／Oratorio The World God Only Knows（2013年7月31日；GNCA-0197）
  1. God only knows －Secrets of the Goddess－
  2. God only knows －Secrets of the Goddess－（Extract）
  3. God only knows －Secrets of the Goddess－（Instrumental）

第２～５彈—角色CD
- 神のみキャラCD.8　鮎川天理 starring 名塚佳織（2013年8月7日；GNCA-0291）
  1. MAGIC of HAPPINESS
  2. キズナノユクエ from Tenri
  3. MAGIC of HAPPINESS（Instrumental）
  4. キズナノユクエ from Tenri（Instrumental）
- 神のみキャラCD.9　九条月夜 starring 井口裕香（2013年8月21日；GNCA-0292）
  1. 月の夜に逢いましょう
  2. キズナノユクエ from Tsukiyo
  3. 月の夜に逢いましょう（Instrumental）
  4. キズナノユクエ from Tsukiyo（Instrumental）
- 神のみキャラCD.10　五位堂結 starring 高垣彩陽（2013年8月28日；GNCA-0293）
  1. Heart Beatにご用心！
  2. キズナノユクエ from Yui
  3. Heart Beatにご用心！（Instrumental）
  4. キズナノユクエ from Yui（Instrumental）
- 神のみキャラCD.000　エルシィ＆ハクア starring 伊藤かな恵＆早見沙織（2013年9月4日；GNCA-0294）
  1. ろまんちっく☆２Night／エルシィ starring 伊藤かな恵
  2. With…you…／ハクア starring 早見沙織
  3. ろまんちっく☆２Night（Instrumental）
  4. With…you…（Instrumental）

### 原聲集
- 神のみぞ知るセカイ　Original Soundtrack（2011年4月6日、GNCA-1279）
- 神のみぞ知るセカイII Original Soundtrack（2011年7月27日、GNCA-1282）
- 神のみぞ知るセカイ 女神篇 Original Soundtrack（2013年12月25日、GNCA-1398、二枚組）
  - 第二張CD收錄了OVA天理篇的音樂

### 花音相關
- 中川かのん starring 東山奈央「Birth」（2011年3月3日、GNCA-1280/GNCA-1281）
  - 初回限定盤には特典CD「中川かのん『かのんのおと』DJスペシャルなどが同梱されている。

  1. Date of Birth
  2. LOVE KANON（第1期第5話挿入歌）
  3. YES-TODAY（第2期第8話挿入歌）
  4. ALL 4 YOU（第1期第5話・第6話挿入歌）
  5. ウラハラブ（第2期第12話挿入歌）
  6. ハッピークレセント（第1期第5話・第6話挿入歌、第1期第7話エンディングテーマ） 初出：神のみキャラCD.3 中川かのん starring 東山奈央
  7. 想いはRain Rain
  8. らぶこーる（第1期第7話挿入歌）
  9. ダーリンベイビ
  10. Birth
- 中川かのん starring 東山奈央「夏色サプライズ」（2011年9月14日、GNCA-1280/GNCA-1281）
  - 初回限定盤にはノンクレジットOPに新作映像が収録されたDVDが付いている

  1. 夏色サプライズ（OVAオープニングテーマ）
  2. サマーボーイ
  3. らぶこーる Orchestra ver.
  4. 夏色サプライズ（Instrumental）
  5. サマーボーイ（Instrumental）
  6. らぶこーる Orchestra ver.（Instrumental）
- 中川かのん starring 東山奈央「桜色卒業」（2012年3月3日）
  1. 桜色卒業
  2. バレバレ・バレンタイン
  3. 桜色卒業 ピアノ伴奏
  4. 桜色卒業（Instrumental）
  5. バレバレ・バレンタイン（Instrumental）
  6. 桜色卒業 ピアノ伴奏（Instrumental）
- 中川かのん＆水蓮寺ルカ starring東山奈央＆山崎はるか「リンゴリボン」（2013年2月13日，GNCA-0217）
  - 與「旋風管家！」聯合推出的第二張合唱單曲（第一張為桂雛菊（伊藤靜）及哈古亞（早見沙織）的「Advance」），合唱者為聲演水蓮寺琉加的山崎遙。

  1. リンゴリボン
  2. ヘルプルミミ（作詞者zopp解釋：曲名為「Help-me-me」之假名表記）
  3. リンゴリボン（Instrumental）
  4. ヘルプルミミ（Instrumental）
- 桂ヒナギク＆中川かのん＆ハクア＆水蓮寺ルカ　コラボレートアルバム「奇跡のドア」（2013年4月10日，GNCA-1370）
  - 與「旋風管家！」兩角聯合推出的小合輯。為其後不久的聯合演唱會2013「本日、满開桜色！」前奏。曲目順序為唱者前後接龍形式。

  1. Overture ～God only knows 第三幕 - CAN'T TAKE MY EYES OFF YOU～
  2. リンゴリボン（中川かのん＆水蓮寺ルカ）
  3. GRAVITY（水蓮寺ルカ＆ハクア）
  4. Acoustic Medley of Hinagiku,Kanon,Haqua,Ruka（「らぶこーる」「NAKED GENIUS」「恋の罠」「本日、満開ワタシ色！」アコースティックギター・メドレー）
  5. Advance（ハクア＆桂ヒナギク）
  6. ピンク・デコ・モーション（桂ヒナギク＆中川かのん）
  7. 奇跡のドア（四人）
- 中川かのん starring 東山奈央「かのん100%」（2013年6月19日，GNCA-0303(初回限定版)/GNCA-0304（通常版）
  - 為特設OVA「Magical Star☆Kanon 100%」片首及片尾曲的專輯。初回限定版附有其片頭及片尾動畫的無字幕版影碟。

  1. かのん100%　(OVA「マジカル☆スター かのん100%」OPテーマ) （作詞：zopp／作曲：田中俊亮／編曲：渡辺拓也）
  2. 君色ラブソング (OVA「マジカル☆スター かのん100%」EDテーマ) （作詞：zopp／作曲：渡辺 翔／編曲：佐々木 裕）
  3. かのん100%(OVA EDIT)
  4. 君色ラブソング(OVA EDIT)
  5. かのん100%（Instrumental）
  6. 君色ラブソング（Instrumental）
- 中川かのん starring 東山奈央 2nd ALBUM「Colors」（2013年10月30日，GNCA-1390 初回限定版/GNCA-1391 通常版/GNCA-1392 完全初回生產限定附序號LP SIZE）
  - 時隔兩年半的第二張專輯，另同時推出第一專輯「Birth」的完全初回生產限定附序號LP SIZE（GNCA-1393）。以四季為主題，初回限定版與前張專輯一樣製作了新一張電台節目CD。

  1. 青春パラダイス （作詞：zopp／作曲：福本公四郎／編曲：前口 渉）
  2. かのん100% （OVA「マジカル☆スター かのん100%」片首曲）（作詞：zopp／作曲：田中俊亮／編曲：渡辺拓也）
  3. 君色ラブソング （OVA「マジカル☆スター かのん100%」片尾曲）（作詞：zopp／作曲：渡辺 翔／編曲：佐々木 裕）
  4. 夏色サプライズ （OVA「神のみぞ知るセカイ ４人とアイドル」片頭曲）（作詞：zopp／作曲・編曲：渡辺拓也）
  5. サマーボーイ （作詞：zopp／作曲：lotta／編曲：佐々木 裕／コーラスアレンジ：川崎里実）
  6. ろまんてぃっく愛情 （作詞：zopp／作曲：川崎里実／編曲：佐々木 裕）
  7. 秋色片想い （作詞：zopp／作曲：野井洋児／編曲：増田武史）
  8. 瞳からスノー （「神のみぞ知るセカイ 女神篇」第8話片尾曲，電視版於女神篇原聲帶收錄）（作詞：zopp／作曲：川崎里実／編曲：増田武史）
  9. 恋に落ちたサンタ （作詞：zopp／作曲：福本公四郎／編曲：大久保 薫）
  10. バレバレ・バレンタイン （作詞：zopp／作曲：しほり／編曲：増田武史）
  11. 桜色卒業 （作詞：zopp／作曲：川崎里実／編曲：前口渉）
  12. 歩いていくもん （作詞：zopp／作曲：田中俊亮／編曲：渡辺拓也）

### 演唱會
- 中川かのん starring 東山奈央 1st Concert 2012「Ribbon Revolution」（2012年8月30日、[CD: GNCA-1326][CD+DVD: GNCA-1328][CD+Blu-ray: GNCA-1327])
  - 收錄於2012年2月12日假日比谷公會堂（17:00開場，影碟長2小時7分）舉行的初次演唱會，分別有CD版、CD附DVD版及CD附藍光版。影碟特典之一是附有由東山奈央、早見沙織及原作者若木民喜回顧演唱會談話的副音軌。影碟版封面封底插圖由渡邊明夫、CD版由原作者若木民喜以東山奈央的舞台服裝為藍本繪畫（影碟版服裝封底出自第一期第七話）。

  1. Prologue～Date of Birth
  2. LOVE KANON
  3. YES-TODAY
  4. ＭＣ～ようこそ1stコンサートへ！
  5. ALL 4 YOU
  6. サマーボーイ
  7. 夏色サプライズ
  8. ＭＣ～ゲスト登場！
  9. ご機嫌いかが？
  10. ＭＣ～かのんちゃんのスリーサイズ
  11. NAKED GENIUS　（早見沙織）
  12. God only knows 第三幕（純演奏）
  13. 集積回路の夢旅人 （下野紘 with 東山奈央＆早見沙織）
  14. ＭＣ～かのん＆ハクア
  15. アイノヨカン　
  16. コイノシルシ
  17. ＭＣ～ここからが第二幕です
  18. ウラハラブ
  19. ＭＣ～受け止めてバレンタイン！
  20. バレバレ・バレンタイン
  21. ＭＣ～ここに集う奇蹟
  22. らぶこーる
  23. ＭＣ～日比谷公会堂を制圧しましょう！
  24. ハッピークレセント
  25. ＭＣ～かのんこーる
  26. 想いはRain Rain
  27. ＭＣ～大切な……
  28. 桜色卒業
  29. ＭＣ～かのん with 桂馬＆ハクア＋エルシィ（伊藤加奈惠為驚喜來賓，席間下野紘被逼展現著名的即興歌技能）
  30. かのんＢＡＮＤメンバー紹介
  31. ダーリンベイビ
  32. Epilogue～Birth
  33. 恋、ヨロシクお願いします！（DVD/BD BONUS）／Message from 東山奈央（CD BONUS）

- 「ハヤテのごとく！」×「神のみぞ知るセカイ」ジョイントコンサート2013 本日、満開桜色！（GNXA-1111 藍光初回限定版/GNXA-1112 藍光通常版/GNXA-1503 DVD初回限定版/GNXA-1504 DVD通常版）
  - 收錄於2013年4月21日假「パシフィコ横浜」舉行的二作聯合演唱會影像，來賓環節未有被收錄。初回限定版附送2013年3月3日第三次花音生日現場電台播音節目「東山奈央のかのんのおとBirthdayスペシャル2013『ラジオ生放送　いっくよ―！桜色ヒナ祭り！』」的錄音CD，影碟則附有共演者四人演出感評的副音軌。其中東山奈央在初次披露及演唱「かのん100%」全曲時的舞蹈動作，後來被直接套用重現於其OVA片頭動畫之中。並同時於場內公佈花音、遊魂隊第二專輯決定進行製作以及將於2014年2月22日假「舞浜アンフィシアター」舉行第二次花音演唱會的消息。

### 專輯
- 駆け魂隊 starring 伊藤かな恵＆早見沙織「Greetings from special agents Elysia de Lute Ima and Haqua d'rot Herminium」（2011年9月21日、GNCA-1283/GNCA-1284）
  - 初回限定盤には新作アニメPVを収録したDVDが同梱されている。

  1. Nonstop!! Hunters
  2. NAKED GENIUS
  3. アタフタNight & Day!
  4. ご機嫌いかが?
  5. コイノシルシ feat. 駆け魂隊
  6. Oh!まい☆GOD!!
  7. 1'st EVOLUTION→
  8. アイノヨカン from Elsie
  9. Good Night Song 〜同じ空の下で〜
  10. アイノヨカン feat. 駆け魂隊
- 「神のみぞ知るセカイ」キャラクター・カバーALBUM 〜選曲：若木民喜〜（2011年12月21日、GNCA-1285/GNCA-1286）
  - 初回限定盤には「神のみラジオ SPECIAL」CDと原作者の各曲解説が書かれたライナーノーツが付属。

  1. すいみん不足 （小阪千尋）（奇天烈大百科）
  2. Dancing Star （艾露西）（福星小子）
  3. 笑顔に会いたい （高原步美）（橘子醬男孩）
  4. プラチナ （青山美生）（庫洛魔法使OP3）
  5. 愛・おぼえていますか （中川花音）（劇場版 超時空要塞MACROSS「愛・おぼえていますか」）
  6. ANGEL NIGHT ～天使のいる場所～ （哈克雅）（城市獵人２）
  7. 輪舞-revolution （春日楠）（少女革命）
  8. トゥインクル☆スター （汐宮栞）（音樂小彗星）
  9. Dearest （長瀨純、二階堂由梨）（劇場版 機動戰艦撫子「The prince of darkness」）
  10. もっと！モット！ときめき （桂木桂馬　和音：艾露西）（純愛手札OP（原版）)
- 駆け魂隊 starring 伊藤かな恵＆早見沙織 with 豊口めぐみ 2nd ALBUM （2013年11月27日，GNCA-1394）
  1. World Fortune～セカイノユクエ～
  2. GRAVITY（ハクア ソロ）
  3. なんちゃってアイドル？！
  4. With…you…
  5. †DEVIL'S MISSION†
  6. BITTER TASTE （諾拉）
  7. 微熱ルネサンス
  8. ろまんちっく☆２Night
  9. Innocent Blue
  10. Cherish
- 2B PENCILS ALBUM「2B PENCILS」（GNCA-1396 初回限定版/GNCA-1397 通常版）
  - 為千尋的樂隊的專輯。

  1. QUESTION?　　（作詞：春和 文／作曲：岡本健介／編曲：黒須克彦）
  2. Heart Beatにご用心！（バンドアレンジ）　　（作詞：六ツ見純代／作曲：no_my／編曲：黒須克彦）
  3. Wonder Chance（バンドアレンジ）　　（作詞：YUMIKO／作曲：藤末 樹・YUMIKO／編曲：黒須克彦）
  4. Oh！まい☆GOD!! （バンドアレンジ）　 （作詞：六ツ見純代／作曲：M.C.E／編曲：黒須克彦）
  5. キャッチ・ザ・レインボー／2B PENCILS with 学食のおばちゃん　　（作詞：若木民喜／作曲：田中俊亮／編曲：黒須克彦）
  6. DIVE into the SKY　　（作詞：春和 文／作曲：杉山健太郎／編曲：黒須克彦）
  7. Special Memory　　（作詞：春和 文／作曲：須田悦弘／編曲：黒須克彦）
  8. NO.1　　（作詞：春和 文／作曲・編曲：黒須克彦）
  9. 初めて恋をした記憶／2B PENCILS and 中川かのん　　（作詞・作曲：mixakissa／編曲：黒須克彦）
  10. It's All Right（バンドアレンジ）　　（作詞：春和 文／作曲：KOUTAPAI／編曲：黒須克彦）
  11. [BONUS TRACK]　初めて恋をした記憶／2B PENCILS and 中川かのん（TV EDIT）　　（作詞・作曲：mixakissa／編曲：黒須克彦）
- 「神のみぞ知るセカイ」キャラクター・カバーALBUM 2 〜選曲：若木民喜～（2014年2月12日，GNCA-1289 初回限定版/GNCA-1290 通常版）
  - 第二張翻唱專輯，與上一張同樣，初回限定版有「神のみラジオ SPECIAL」CD以電台形式講述本張專輯、以及由原作者親撰的選曲解說小冊子。由女神篇出演各角演出，只有桂木桂馬的選曲預定在發售日才公開。